# Kleinbracher Straße (Kleinbrach)
Die Kleinbracher Straße befindet sich in Kleinbrach, einem Stadtteil von Bad Kissingen, der Großen Kreisstadt des unterfränkischen Landkreises Bad Kissingen und beherbergt mehrere Baudenkmäler des Ortes.

## Geschichte
Die Häuser der Kleinbracher Straße bilden das Ensemble Kleinbracher Straße. Die Umgrenzung bilden die Kleinbracher Straße Nr. 11–21 (ungerade Nummern) sowie die Kleinbracher Straße Nr. 4–8 (gerade Nummern). Beide Seiten der Straße bestehen aus Reihen von Bauernhöfen, wobei die Giebelseite der Häuser jeweils die Schauseite darstellt und der Straße zugewandt ist. Einen beherrschenden Eindruck  macht hierbei das Satteldachhaus Kleinbracher Straße 17 mit reichem Fachwerk.
| Foto | Adresse                | Anmerkung |
| ---- | ---------------------- | --- |
|      | Kleinbracher Straße 4  | ehemaliges Wohnstallhaus, 1614 |
|      | Kleinbracher Straße 13 | ehemaliges Wohnstallhaus, 1659 |
|      | Kleinbracher Straße 15 | ehemaliges Wohnstallhaus, 18. Jahrhundert |
|      | Kleinbracher Straße 16 | Amblingscher Hof, Zehnthof, spätes 18. Jahrhundert |
|      | Kleinbracher Straße 17 | ehemaliges Wohnstallhaus, 1723 |
|      | Kleinbracher Straße 18 | St. Joachim und Anna, 1882–1883 |
|      | Kleinbracher Straße 20 | Bildstock, 1697. Kreuzdachhäuschen über verziertem Vierkantpostament und weinumrankter Säule. Die vier Seiten zeigen ein Kreuz mit den Arma Christi, einer Stiftungsinschrift mit der Jahreszahl 1697, dem Würzburger Bischofswappen und eine Nische mit einem neuen Relief von 1989 (hl. Dionysius) |
|      | Kleinbracher Straße 21 | ehemaliges Wohnstallhaus, 17. oder 18. Jahrhundert |